# Bobby Rondinelli
Bobby Rondinelli   (Brooklyn, 27 de juliol de 1955) és un bateria de rock més conegut per actuar amb grups com Blue Öyster Cult, Rainbow, Quiet Riot i Black Sabbath.
Rondinelli va començar a tocar la bateria als 11 anys després d'haver tocat anteriorment una mica de guitarra. Va actuar amb Black Sabbath en els àlbums Cross Purposes i Cross Purposes Live i en va ser membre el 1994 i altre cop el 1996. També va actuar en grups com Rondinelli i Sun Red Sun amb l'anterior Ray Gillen.
Quan estava a Rainbow, en Rondinelli va actuar en un show a San Antonio, TX per la MTV. Va actuar de manera solitària.
En Rondinelli també va actuar davant amb Scorpions amb el disc de 1984 Love at First Sting. El guitarrista rítmic Rudolph Schenker li va demanar per unir-se a Scorpions fins que va tenir el gran èxit als Estats Units, a causa d'aquest últim àlbum.
En Rondinelli va contribuir en The Encyclopedia of Double Bass Drumming publicat per la Modern Drummer.
El seu equip de bateria compta amb bateria del tipus Ludwig amb plates Attack, platerets de Paiste i gongs, i toca amb els seus pals del tipus Vater.

## Discografia

### Amb Rainbow
- Difficult to Cure (1981)
- Straight Between the Eyes (1982)
- Finyl Vinyl (1986) (Rondinelli apareix en algunes cançons)

### Amb Black Sabbath
- Cross Purposes (1994)
- Cross Purposes Live (1995)

### Amb Sun Red Sun
- Sun Red Sun (1995)
- Lost Tracks (1999)
- Sunset (2000)

### Amb Rondinelli
- Wardance (1996)
- Our Cross, Our Sins (2002)

### Amb Blue Öyster Cult
- Heaven Forbid (1998)
- Curse of the Hidden Mirror (2001)
- A Long Day's Night (2002)

### Amb Riot
- Through the Storm (2002)